# Punto d'ingrassaggio

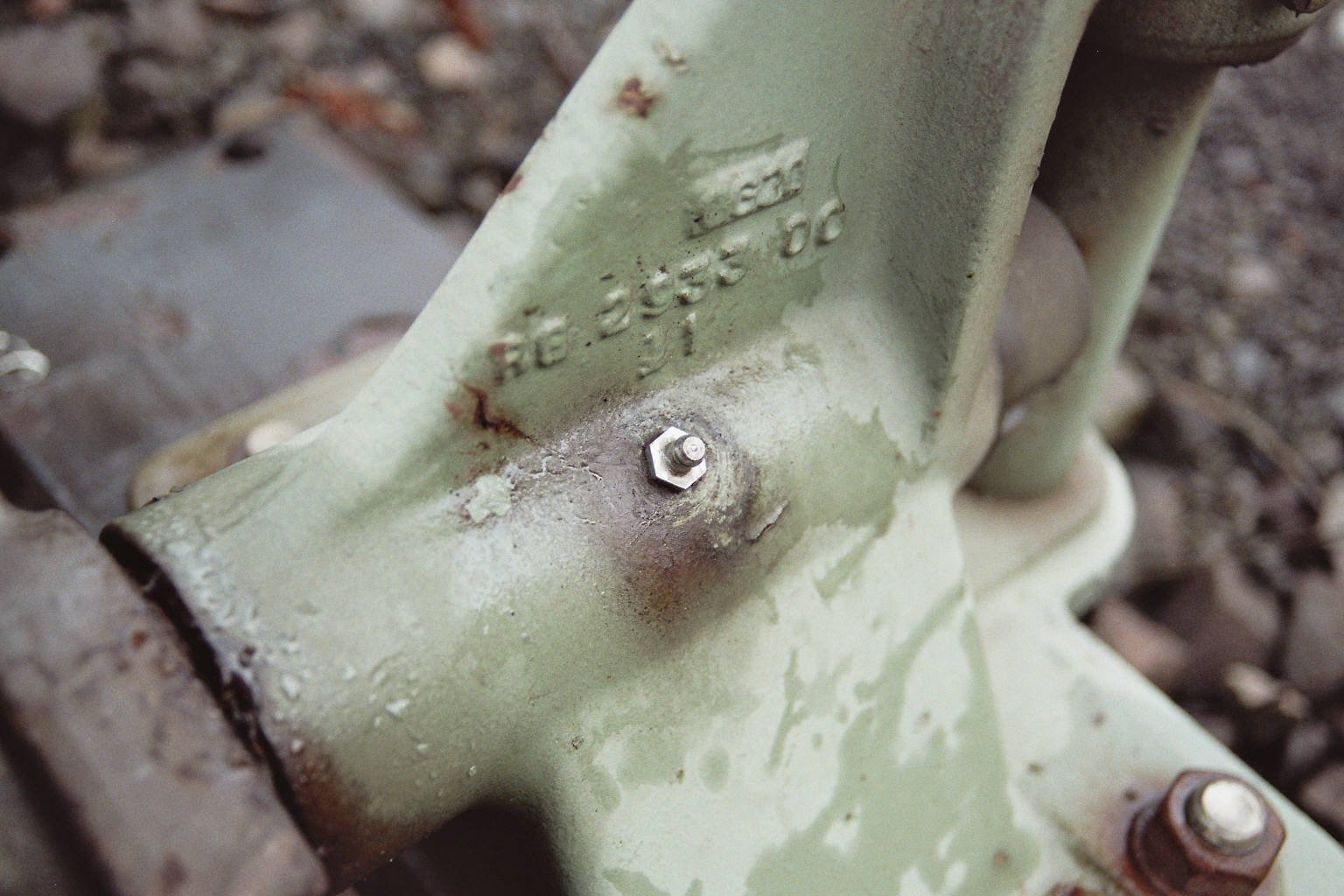
Punto d'ingrassaggio per la lubrificazione di una parte di macchinario

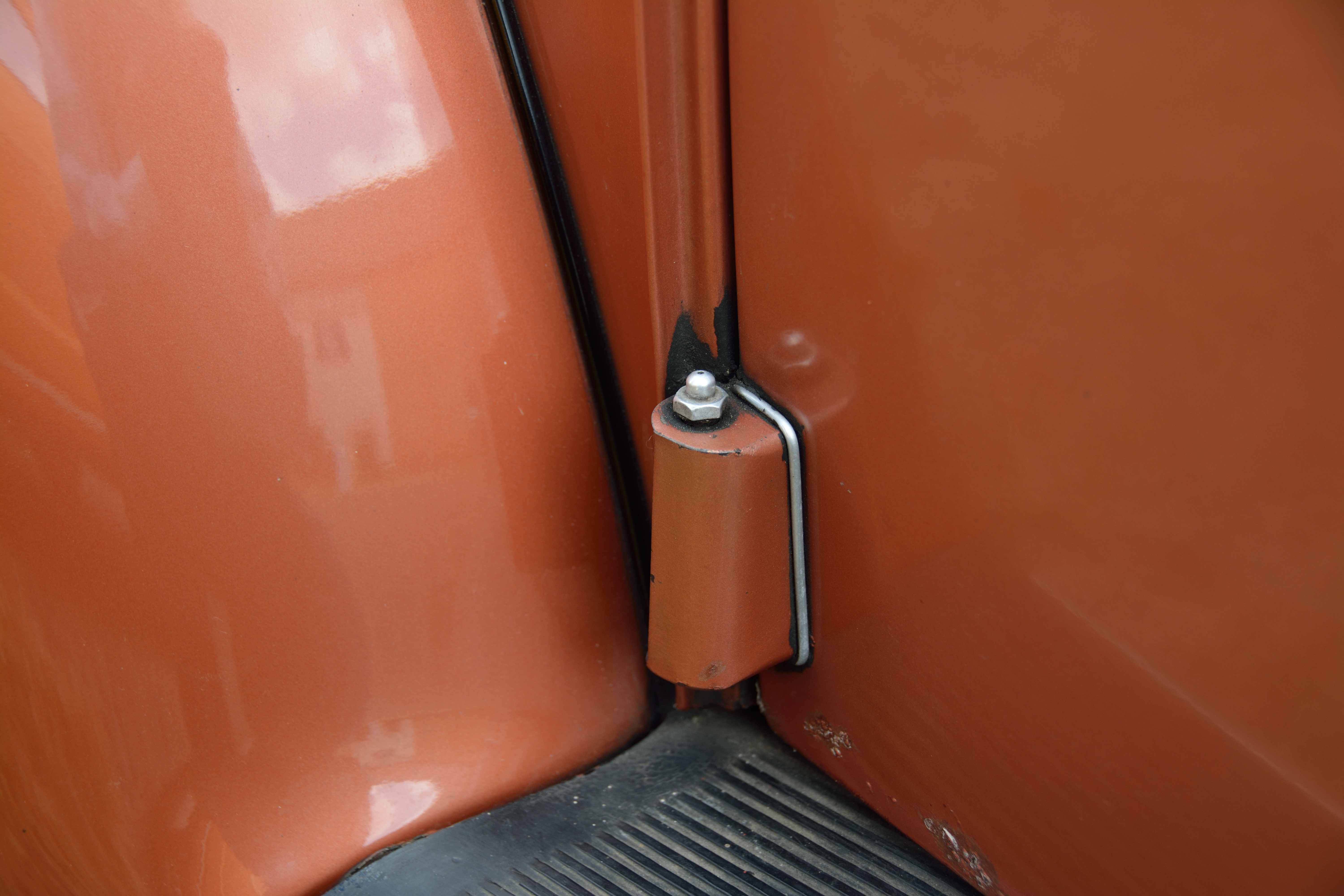
Un punto d'ingrassaggio posto sulla porta lato guidatore di una VW Maggiolino Cabrio del 1956

Il punto d'ingrassaggio (grease nipple nel gergo meccanico inglese) è un nottolino cavo a testa sferica al quale può collegarsi l'ingrassatore per pompare grasso nel circuito di lubrificazione.
La luce di accesso è di solito protetta da una sferetta sostenuta da una molla (valvola a sferetta di ritegno); la pressione esercitata dal grasso in ingresso spinto dall'ingrassatore vince la forza della molla e preme la sferetta verso l'interno scoprendo il foro e lasciando fluire il grasso nel circuito. Prima di procedere all'ingrassaggio, è buona norma asportare l'eventuale sporco presente sul punto di ingrassaggio per evitare che venga spinto nel circuito dalla pressione. 
I più vecchi formano corpo solidale con una scatoletta cilindrica nella quale si pone il grasso; avvitando il coperchio si riduce il volume della scatoletta e il grasso viene spinto nel circuito di lubrificazione. Esistono in varie forme e dimensioni. 
A volte anche il punto d'ingrassaggio viene chiamato ingrassatore, come l'attrezzo usato per ingrassare.